# Elassorhis laterospinata
Elassorhis laterospinata là một loài nhện biển trong họ Ammotheidae. Chúng được miêu tả khoa học năm 1982 bởi Child.